# Слобода (Чернівецький район)
Слобода́ — село в Україні, в Новоселицькій міській громаді Чернівецького району Чернівецької області. В Австро-Угорщині та Румунії відоме було як Слобода-Раранче (рум. Slobozia Rarancei, Noua Suliță).

## Географія
Розташоване на правому березі річки Рокитної, за 7 кілометрів від Новоселиці.

## Історія
Засноване село в 1780 році вільними селянами.
Першими поселенцями с. Слобода (51 сім'я) були в основному люди з Галичини, які чимось завинили перед своїми панами і, уникаючи кари, подалися аж на Буковину.
Такими родинами є Бойки з Білівців, Болехівські з Болехова, Пашківські з Пашківців, Бодницькі і Лазенки — поляки із Західної Галичини, Лупащуки і Формоси з Молдавії, Ластівки із Шубранця.
За археологічними даними на території села були виявлені поселення, деякі із них трипільської культури ІІІ тисячоліття до нашої ери. Ці поселення тягнуться вздовж річки Рокитна аж до Строїнців. Доказом цього є греблі на річці, які колись були ставками. І служили людям у рибальстві, а також останки каміння, цегли і череп'я різного глиняного посуду.
Село Слобода не дуже давнє, йому найбільше 200—250 років.
З історії Буковини нам відомо, що село до 1774 року входило в склад Молдавії, яка в той час була під владою Туреччини.

## Населення
Національний склад населення за даними перепису 1930 року у Румунії:
| Національність | Кількість осіб | Відсоток |
| -------------- | -------------- | -------- |
| українці       | 1157           | 81,54 %  |
| румуни         | 214            | 15,08 %  |
| євреї          | 21             | 1,48 %   |
| поляки         | 11             | 0,78 %   |
| німці          | 7              | 0,49 %   |
| цигани         | 7              | 0,49 %   |
| росіяни        | 1              | 0,07 %   |
| чехи, словаки  | 1              | 0,07 %   |

Мовний склад населення за даними перепису 1930 року:
| Мова       | Кількість осіб | Відсоток |
| ---------- | -------------- | -------- |
| українська | 1166           | 82,17 %  |
| румунська  | 214            | 15,08 %  |
| німецька   | 19             | 1,34 %   |
| їдиш       | 10             | 0,70 %   |
| польська   | 9              | 0,63 %   |
| російська  | 1              | 0,07 %   |

### Мова
Розподіл населення за рідною мовою за даними перепису 2001 року:
| Мова                | Відсоток |
| ------------------- | -------- |
| українська          | 97,31%   |
| румунська           | 2,11%    |
| російська           | 0,47%    |
| інші/не визначилися | 0,11%    |

## Відомі жителі і вихідці з села
- Валеріан Сезан — доктор теології і права, ректор Чернівецького університету
- Турушанко Маркіян Васильович (1894—1919) — хорунжий УГА та Буковинського куреня ДА УНР.